# Karl av Lothringens palats
Karl av Lothringens palats, på franska Palais de Charles de Lorraine, är ett palats i Belgien. Det ligger vid Place Royale i Bryssel och fungerar nu som museum. Byggnaden uppfördes som residens åt Österrikiska Nederländernas ståthållare Karl Alexander av Lothringen 1757 och fick sitt namn efter honom. 
Sedan Coudenbergpalatset brunnit ned år 1731 hade Österrikes ståthållare i Bryssel residerat i Nassaupalatset, som de hyrde från familjen Oranien. Sedan österrikiska tronföljdskriget avslutats 1748 och Karl Alexander av Lothringen permanent installerats som ståthållare, beslöt han att låta uppföra ett nytt, permanent residens för Österrikes ståthållare. 
Han lät år 1756 köpa Nassaupalatset, en gammal medeltida byggnad i gotisk stil, och riva det för att uppföra ett palats i den då moderna rokokostilen. Karl Alexander av Lothringen avled 1780, och 1782−84 uppfördes slottet i Laekens slott för hans efterträdare. Karl av Lothringens palats köptes av staden Bryssel 1803 som gjorde om det till ett museum. År 1837 inlogerades även Kungliga Biblioteket i byggnaden. 
Tre fjärdedelar av palatset revs år 1960.     